# Перемена именами
Перемена именами  — явление, в Российской империи распространённое между ссылаемыми в Сибирь. В пути или во время ночлегов на этапах ссылаемые сговаривались и на первой же перекличке отзывались не на свои, а на обменянные имена, и с этого момента Иванов, к примеру, приговорённый к ссылке на поселение, шёл уже под именем Петрова в каторжные работы, а Петров, приговорённый к каторге, — под именем Иванова на поселение.
Ф. М. Достоевский («Записки из мертвого дома»), С. В. Максимов («Сибирь и каторга») и другие приводят десятки примеров, когда такой обмен производился за рубаху, рубль денег, бутылку водки.
Для предотвращения перемены именами устав о ссыльных предписывал формировать партии по возможности из арестантов одного разряда, то есть не смешивать поселенцев с каторжными и т. п. За совершение обмена ст. 453 устава подвергала: каторжного, обменявшегося именем с поселенцем, ста ударам лоз и увеличению срока работ на 5 лет; каторжных, присуждённых к одинаковым наказаниям, — увеличению срока работ на 2 года, а присуждённых к неодинаковым наказаниям — на 3 года; тот, который был присуждён к более строгому наказанию, сверх этого наказывался 50 ударами лоз; поселенцы, меняющиеся именами с каторжными, подвергались отдаче во временную заводскую работу на 3 года, а делающие обмен между собой — на 2 года. Иногда случаи обмена имён встречались и между подследственными арестантами.